# AMD Opteron

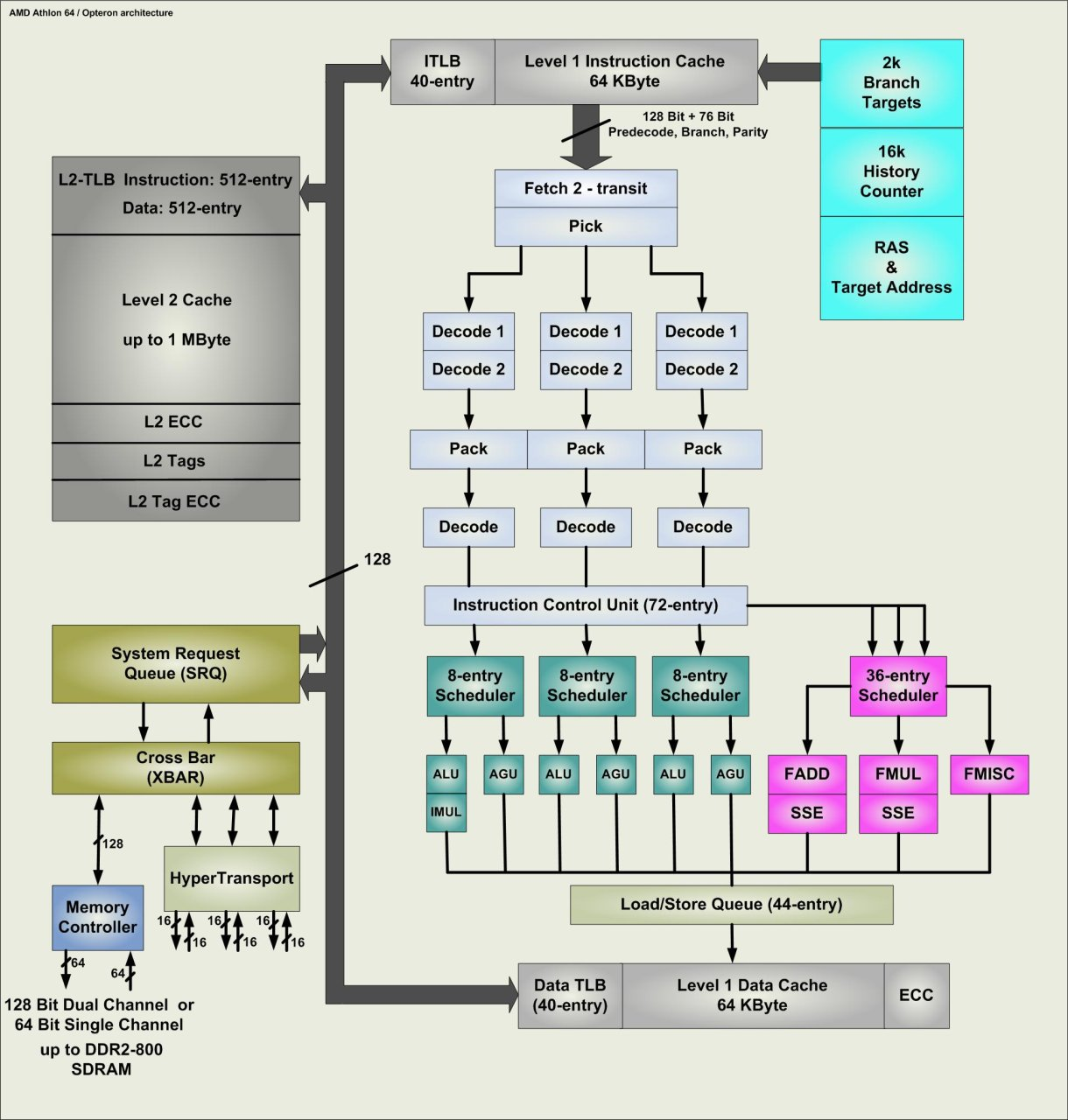
architektura AMD A64 Opteron

Opteron to linia procesorów serwerowych produkcji AMD.
Od listopada 2009, superkomputer jaguar – Cray XT5 pracował na Opteronach, stając się najszybszą wtedy maszyną.

## Procesory jednordzeniowe
Opteron był pierwszym procesorem x86 ósmej generacji bazującym na jądrze AMD K8 i zarazem pierwszym procesorem implementującym architekturę AMD64 (poprzednio znaną jako x86-64). Procesor został zaprezentowany 22 kwietnia 2003 roku i przeznaczony na rynek serwerów oraz do klastrów obliczeniowych. Architektura procesora Opteron wprowadziła kilka nowości: m.in. każdy procesor ma własny kontroler pamięci, dzięki czemu chipsety płyt głównych dla tych komputerów są mniej złożone i bardziej niezawodne. W komputerach wieloprocesorowych daje to również możliwość zwiększania zarówno dostępnej ilości pamięci, jak zwiększania dostępnej przepustowości wraz ze wzrostem liczby obecnych procesorów w systemie.
Dzięki nowym technologiom, takim jak szybka pamięć DDR/DDR2 o niskim poborze mocy i sprzętowo wspomagana wirtualizacja (AMD Virtualization), najnowsze procesory AMD Opteron z architekturą Direct Connect pozwalają zwiększyć wydajność w stosunku do pobieranej mocy, zapewnić wirtualizację dla platformy x86 i umożliwić łatwe przejście do systemów wielordzeniowych (planowane w 3 kwartale 2007 roku).
Najbardziej charakterystyczne cechy Opterona są następujące:
1. bezpośrednie wykonywanie kodu 32-bitowych i 16-bitowych aplikacji x86 bez ograniczeń w szybkości pracy
2. bezpośrednie wykonywanie kodu 64-bitowych aplikacji AMD64 (dających m.in. dostęp do liniowo adresowanej pamięci RAM o rozmiarze większym od 4 GiB)
3. zintegrowanie kontrolera pamięci DRAM, zintegrowanego szybkiego interfejsu HyperTransport do łączenia procesorów i chipsetu oraz przełącznika krzyżowego na płytce procesora
4. wieloprocesorowa architektura NUMA

Pierwsza z tych cech jest istotna ze względu na to, iż w czasie wprowadzania na rynek, jedyny konkurent Opterona zdolny wykonywać 32-bitowy kod x86 – Intel Itanium – mógł wykonywać takie aplikacje wyłącznie w trybie emulacji, który powodował kilkukrotne obniżenie wydajności w porównaniu do kodu wykonywanego bezpośrednio. Druga z cech jest istotna głównie ze względu na możliwość bezpośredniego adresowania pamięci o swobodnym dostępie o rozmiarach większych od 4 GiB. W momencie wprowadzenia Opterona na rynek istniało już szereg implementacji procesorów 64-bitowych większości znaczących producentów (Sun SPARC, DEC Alpha, HP PA-RISC, IBM POWER, SGI MIPS). Kombinacja obu cech dawała Opteronowi jednak przewagę nad konkurencyjnymi rozwiązaniami ze względów ekonomicznych (kompatybilność z najszerszą istniejącą baza oprogramowania) oraz możliwość łatwego tworzenia oprogramowania 64-bitowego. Niebagatelne znaczenie ma też tzw. efekt skali, który wobec wzrastających kosztów badań i rozwoju (głównie w dziedzinie produkcji półprzewodników) powoduje iż procesor produkowany w dużej liczbie może być tańszy, a liczba wersji i osiągane częstotliwości pracy mogą być lepiej dostosowane do procesu technologicznego.

### Architektura wieloprocesorowa
W systemach wieloprocesorowych (tzn. zawierających więcej niż 1 procesor Opteron i mających dostęp do wspólnej pamięci), procesory te komunikują się przy użyciu architektury Direct Connect poprzez wykorzystanie interfejsu HyperTransport (HT). Każdy z procesorów Opteron uzyskuje dostęp do pamięci przyłączonej bezpośrednio do lokalnego kontrolera pamięci, jak i zdalnego (umieszczonego fizycznie w innym procesorze) poprzez łącze Coherent HyperTransport (cHT). Proces ten jest niewidoczny dla oprogramowania, dla którego cała zainstalowana w systemie pamięć jest widoczna jako jeden dzielony zasób. Ten sposób organizacji systemu wieloprocesorowego (NUMA) jest inny od najbardziej rozpowszechnionego rozwiązania przetwarzania symetrycznego (SMP).
Opteron pozwala na bezpośrednie tworzenie systemów złożonych z maksymalnie 8 procesorów (klasa serwerów midrange). Większe konfiguracje tworzy się łącząc systemy przy pomocy dodatkowych układów (klasa enterprise). Warto zauważyć, że Opteron (jak i wcześniejszy układ Athlon MP) posiada mechanizmy pozwalające na bezpośrednią współpracę do 14 procesorów w jednym systemie bez wsparcia ze strony dodatkowych układów – w tej chwili możliwości te nie są wykorzystywane głównie ze względu na koszt i brak dostatecznie dużej liczby połączeń HT. Następna generacja procesorów wyposażona w 4 łącza HT 3.0 (z których każdy dodatkowo można dzielić na dwa łącza 8-bitowe) pozwoli na tworzenie efektywnych rozwiązań systemów 16-procesorowych,
Dzięki rozwiązaniom zaimplementowanym przez AMD, architektura systemów opartych na procesorach Opteron okazała się lepiej skalowalna niż konkurencyjne systemy oparte na procesorach Intel Xeon. Powodem tego jest fakt, iż wraz ze zwiększaniem liczby procesorów Opteron, rośnie dostępna przepustowość pamięci operacyjnej, a zintegrowany kontroler pamięci RAM pozwala na uzyskanie niższych opóźnień w dostępie do tej pamięci (nawet mimo konieczności przesyłu danych przez łącza cHT w przypadku dostępu do pamięci zdalnej). Systemy oparte na Opteronie dysponują również dedykowanymi łączami HT wykorzystywanymi do podłączania urządzeń zewnętrznych.
Systemy oparte na procesorach Intel Xeon wykorzystują tymczasem koncepcję dzielonej szyny FSB do komunikacji między sobą, pamięcią i urządzeniami zewnętrznymi – w sytuacji, gdy zwiększa się liczba procesorów i/lub urządzeń zewnętrznych, szyna ta staje się wąskim gardłem systemu. W najnowszych układach serii 85xx i 5xxx Intel zaadaptował koncepcję kilku szyn FSB połączonych przełącznikiem, koncepcja ta jest jednak znacznie trudniejsza w implementacji i w przypadku procesorów wielordzeniowych Intela nadal jest głównym powodem ograniczania wydajności całego systemu.

## Procesory wielordzeniowe

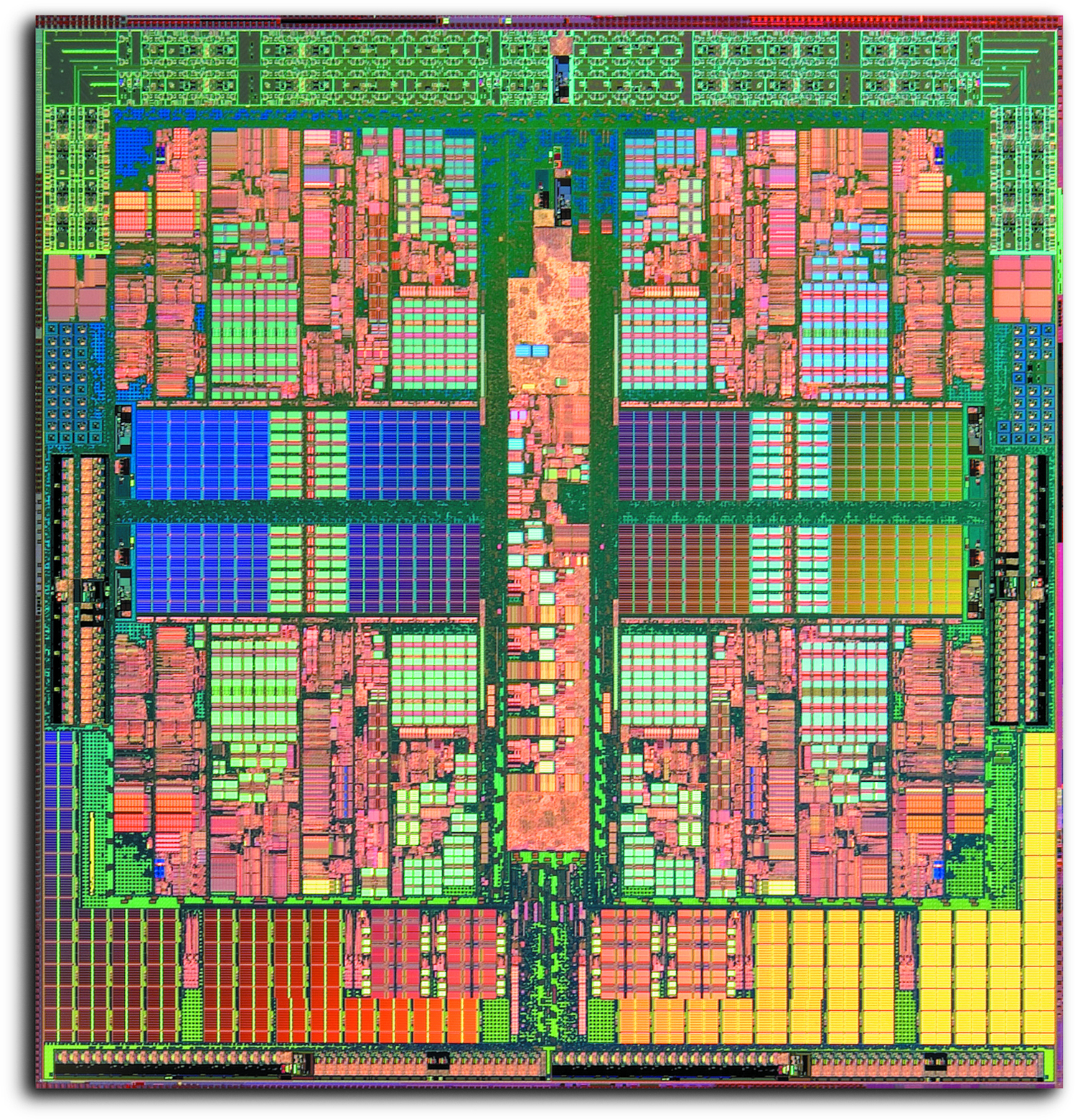
Quad-Core AMD Opteron

W maju 2005 roku AMD wprowadziło na rynek pierwsze procesory wielordzeniowe Opteron – były to pierwsze procesory wielordzeniowe zgodne z architekturą x86. Na dziś termin „wielordzeniowe” oznacza w przypadku AMD dwa rdzenie – każdy procesor Opteron składa się z dwóch rdzeni, przełącznika krzyżowego i kontrolera pamięci oraz interfejsów HyperTransport. Zintegrowanie dwóch rdzeni na jednym kawałku półprzewodnika pozwala na podwojenie teoretycznej mocy obliczeniowej procesora, a ponieważ koszt i stopień komplikacji płyty głównej wzrasta bardzo szybko wraz ze wzrostem liczby procesorów, procesory takie umożliwiają budowanie systemów o większej mocy obliczeniowej przy tym samym koszcie płyty głównej.
W rezultacie wprowadzenia rozwiązań wielordzeniowych, AMD zmieniło system oznaczania procesorów. System oznaczania składał się dotychczas z trzech cyfr oraz ewentualnego dodatkowego członu SE/HE, gdzie pierwsza cyfra oznaczała maks. liczbę procesorów w systemie, dwie następne cyfry opisywały częstotliwość pracy zegara procesora, a oznaczenie literowe – wersje specjalne z obniżonym/podwyższonym poborem mocy. Tak np. Opteron 875 ma dwa jądra pracujące z częstotliwością zegara 2.2 GHz, a Opteron 252 – jedno jądro pracujące z częstotliwością 2.6 GHz. Procesory te pracują w podstawce Socket 940. Seria 1200 to procesory z dwoma jądrami do użytku w systemach jednoprocesorowych (1P/2C), seria 2200 to procesory dwujądrowe do systemów dwuprocesorowych (2P/4C), a seria 8200 to procesory dwujądrowe przeznaczone do użytku w systemach z czterema lub większą liczą procesorów (np. 4P/8C lub 8P/16C). Wymienione procesory pracują w podstawce Socket F (Socket 1207).

## Modele procesora
Pierwsza generacja procesorów Opteron miała trzycyfrowe oznaczenia modeli, następna generacja używa oznaczeń czterocyfrowych.
Pierwsza cyfra oznacza maksymalną liczbę procesorów w systemie
- 1 – Przeznaczone do systemów jednoprocesorowych
- 2 – Przeznaczone do systemów dwuprocesorowych
- 8 – Przeznaczone do systemów od czterech do ośmiu procesorów

Następna z cyfr (nieobecna w wersjach opisywanych numerem składającym się z trzech cyfr) opisuje różnice między wersjami procesora takie jak: typ złącza (Socket AM2, Socket F), liczba rdzeni, rodzaj obsługiwanej pamięci RAM (DDR, DDR2), wsparcie wirtualizacji. Ostatnie dwie cyfry charakteryzują model procesora ze względu na jego wydajność. Nie jest to tożsame wyłącznie z częstotliwością pracy, ale także z ilością pamięci cache oraz liczbą zintegrowanych rdzeni.
Dodatkowe oznaczenia w postaci dwóch liter HE lub SE opisują procesory w wersjach oszczędnych (HE – Highly Efficient – o obniżonym napięciu i częstotliwości pracy) i wersje o podwyższonej częstotliwości pracy (SE – Special Edition).

### Opteron (130 nm SOI)
SledgeHammer (1yy, 2yy, 8yy)
- Jeden rdzeń
- CPU-Steppings: B3, C0, CG
- Cache L1: 64 + 64 KiB (dane + instrukcje)
- Cache L2: 1024 KiB
- MMX, Extended 3DNow!, SSE, SSE2, AMD64
- Socket 940, 800 MHz HyperTransport
- Wymagana pamięć: buforowana DDR SDRAM
- Funkcje RAS: ECC (RAM, Cache L1/L2), parzystość (Cache L2 instrukcji), Chipkill (RAM)
- Napięcie jądra VCore: 1.50 – 1.55 V
- Częstotliwość pracy jądra: 1400 – 2400 MHz (x40 – x50)
- Dostępne od: 22 kwietnia 2003

### Opteron (90 nm SOI)
Venus (1yy), Troy (2yy), Athens (8yy)
- Jeden lub dwa rdzenie
- CPU-Steppings: E4
- Cache L1: 64 + 64 KiB (dane + instrukcje) dla każdego jądra
- Cache L2: 1024 KiB dla każdego jądra
- MMX, Extended 3DNow!, SSE, SSE2, SSE3, AMD64
- Socket 940, 800 MHz HyperTransport
- Socket 939/Socket 940, 1000 MHz HyperTransport
- Wymagana pamięć: buforowana DDR SDRAM (Socket 940), niebuforowana DDR SDRAM (Socket 939)
- Funkcje RAS: ECC (RAM, Cache L1/L2), parzystość (Cache L2 instrukcji), Chipkill (RAM)
- Napięcie jądra VCore: 1.35 – 1.4 V
- Zabezpieczenie NX-Bit
- Zarządzanie poborem mocy: Optimized Power Management (OPM)
- Częstotliwość pracy jądra: 1600 – 3000 MHz (x42 – x56)
- Dostępne od: 14 lutego 2005

Denmark (1yy), Italy (2yy), Egypt (8yy)
- Jeden lub dwa rdzenie
- CPU-Steppings: E1, E6
- Cache L1: 64 + 64 KiB (dane + instrukcje) dla każdego jądra
- Cache L2: 1024 KiB dla każdego jądra
- MMX, Extended 3DNow!, SSE, SSE2, SSE3, AMD64
- Socket AM2/Socket F, 1000 MHz HyperTransport
- Wymagana pamięć: buforowana DDR2 SDRAM (Socket F), niebuforowana DDR2 SDRAM (Socket AM2)
- Funkcje RAS: ECC (RAM, Cache L1/L2), parzystość (Cache L2 instrukcji), Chipkill (RAM)
- Napięcie jądra VCore: ? – ? V
- Zabezpieczenie NX-Bit
- Zarządzanie poborem mocy: Optimized Power Management (OPM)
- Częstotliwość pracy jądra: ? MHz (xxxx- xxxx)
- Dostępne od:?

### Opteron (65nmSOI)
Budapest (12yy), Barcelona (22yy, 82yy)
- Od dwóch do czterech rdzeni
- CPU-Steppings:?
- Cache L1: 64 + 64 KB (dane + instrukcje) dla każdego jądra
- Cache L2: 512 KB dla każdego jądra
- Cache L3: 2048 KB, dzielona
- MMX, Extended 3DNow!, SSE, SSE2, SSE3, AMD64, SSSE3
- Socket AM2/Socket F, 3200/3600 MHz HyperTransport 3.0
- Wymagana pamięć: buforowana DDR2 SDRAM (Socket F), niebuforowana DDR2 SDRAM (Socket AM2)
- Funkcje RAS: ECC (RAM, Cache L1/L2), parzystość (Cache L2 instrukcji), Chipkill (RAM)
- Napięcie jądra VCore: ? – ? V
- Zabezpieczenie NX-bit
- Zarządzanie poborem mocy: Optimized Power Management (OPM),?
- Częstotliwość pracy jądra: 1.7 – 3.0 GHz
- Dostępne od: 10 września 2007

### Opteron (45 nm SOI)

#### Quad-core – Shanghai (23xx, 83xx)
- CPU-Steppings: C2
- L3-Cache: 6 MB,
- Częstotliwość: 2300–2900 MHz
- HyperTransport 1.0, 3.0

#### Hexa-core – Istanbul (24xx, 84xx)
- CPU-Steppings: D0
- L3-Cache: 6 MB,
- Częstotliwość: 2300–2900 MHz
- HyperTransport 3.0 do 4.8GT/s, HTA
- Socket F (1207)